# Companhia Aveirense de Componentes para a Indústria Automóvel
A Renault Cacia (anteriormente conhecida por C.A.C.I.A.) é uma fábrica do grupo Renault localizada no centro industrial da freguesia portuguesa Cacia, distrito de Aveiro, dedicada à produção de órgãos e componentes para a indústria automóvel. Com 1100 empregados, a fábrica é a segunda maior unidade do setor automóvel português, logo a seguir à Autoeuropa da Volkswagen.
A fábrica ocupa uma superfície total de 300 mil  m² e uma área coberta de 70 mil  m², onde são produzidos componentes para motores, nomeadamente bombas de óleo, árvores de equilibragem e outros componentes em ferro fundido e alumínio.
A totalidade dos produtos destina-se 100% para exportação, para fábricas Renault e Nissan de montagem veículos e de mecânica situadas em países como Espanha, França, Roménia, Turquia, Eslovénia, Brasil, Chile, Marrocos, África do Sul, Irão e Índia.
Em fevereiro de 2011 iniciaram-se as obras para a construção de uma fábrica de baterias no complexo industrial da C.A.C.I.A, envolvendo uma área de 20 mil  m² e um investimento de 160 milhões de euros.